# Strigamia tropica
Strigamia tropica är en mångfotingart som beskrevs av Charles Thorold Wood 1862. Strigamia tropica ingår i släktet Strigamia och familjen spoljordkrypare.
Artens utbredningsområde är Nicaragua. Inga underarter finns listade i Catalogue of Life.